# Olivier Chaplain
Pour les articles homonymes, voir Chaplain.

a Compétitions nationales et continentales officielles uniquement.

Dernière mise à jour le 3 juillet 2020.
Olivier Chaplain, né le 6 janvier 1982 à Paris, est un joueur de rugby à XV évoluant principalement au poste de troisième ligne centre.

## Biographie
Ingénieur de l'École nationale supérieure de techniques avancées, Olivier Chaplain commence sa carrière professionnelle en 2004-2005 au Stade Français Paris où il découvre le rugby mais n'y joue qu'un match d'élite. L'année suivante c'est au PARC à Aix-en-Provence qu'il fait ses débuts en Pro D2 dans laquelle le club vient d'être promu. Il continue la saison suivante sa carrière dans le club limougeaud de l'USAL, également en Pro D2. En 2007, il intègre les rangs de l'AS Béziers club de Pro D2. Le club héraultais étant relégué en Fédérale 1 à l'issue de la saison 2008-2009 de Pro D2, il est recruté par le FC Grenoble à l'aube de la saison 2009-2010. Au cours de cet exercice, il décide de prolonger son séjour dans les Alpes au moins jusqu'à la fin de la saison 2010-2011 (plus un an en option). L'année suivante, il participe à la belle saison 2011-2012 qui voit le club grenoblois remporter le titre de champion de Pro D2 et renouer avec l'élite en Top 14 sept ans après l'avoir quittée pour rétrogradation financière. En 2014, il signe au Rugby Club Massy Essonne.

## Palmarès
- Vainqueur de la Pro D2 en 2012